# バーニア600
バーニア600（バーニアろっぴゃく、6月6日 - ）は、日本のイラストレーター。神奈川県藤沢市出身。「ぢま鉄」という同人サークルでも活動している。

## 主な作品

### ライトノベル（表紙・挿絵）
- ハーフボイルド・ワンダーガール（著：早狩武志、一迅社文庫）
- ピクシー・ワークス（著：南井大介、電撃文庫）
- RAIL WARS! -日本國有鉄道公安隊-（著：豊田巧、創芸社クリア文庫・Jノベルライト文庫）
- 碓氷と彼女とロクサンの。（著：阿羅本景、ファミ通文庫）

### イラスト
- IllustStudio (セルシス)　-イメージイラスト、講座
- 絵師100人展（産経新聞社）
- THE 鉄道漫画（少年画報社）-表紙
- ひぐらしのなく頃に 痛車 アリストV300（青島文化教材社）-パッケージ・デカール用イラスト
- コミックマーケット85 公式紙袋大
- コミックマーケット103 カタログ表紙イラスト
- 輪廻のラグランジェ　-第2期0話 EDイラスト
- RAIL WARS!　-第12話 EDイラスト、キービジュアル、車両設定協力、販促用カット 他
- ミニトレイン (トミーテック)　-パッケージイラスト
- 鉄道小物シリーズ 1/12 ボックスシート (トミーテック)　-パッケージイラスト

### CDジャケット（挿絵）
- Precious Road -わたしだけの地図-（羽鳥風画）
- 駅トラ（EXITTUNES）
- pixivの殿堂（EXITTUNES）
- SUMMER VACATION（メロンブックス）
- 向かい風に打たれながら（茅原実里）
- Borderless Journey（茅原実里）
- OVERDRIVER（ZAQ）

### ドラマCD
- 碓氷と彼女とロクサンの。-最後の夜=始まりの灯-（ぢま鉄）　-イラスト、製作総指揮